# لاریس هال
لاریس هال (انگلیسی: Lars Hall; ۳۰ آوریل ۱۹۲۷ – ۲۶ آوریل ۱۹۹۱) ورزشکار پنج‌گانه مدرن اهل سوئد بود.